# 1. Lig 1975-76
La 1. Lig 1975-76 fue la 18.ª temporada del fútbol profesional en Turquía.

## Tabla de posiciones
|     | Equipo          | PJ | PG | PE | PP | GF | GC | DG  | Pts | Notas                               |
| --- | --------------- | -- | -- | -- | -- | -- | -- | --- | --- | ----------------------------------- |
| 1.  | Trabzonspor     | 30 | 17 | 9  | 4  | 36 | 14 | +22 | 43  | Copa de Campeones de Europa 1976-77 |
| 2.  | Fenerbahçe      | 30 | 14 | 12 | 4  | 40 | 18 | +22 | 40  | Copa de la UEFA 1976-77             |
| 3.  | Galatasaray     | 30 | 12 | 13 | 5  | 36 | 23 | +13 | 37  | Recopa de Europa 1976-77            |
| 4.  | Adanaspor       | 30 | 13 | 10 | 7  | 36 | 27 | +9  | 36  | Copa de la UEFA 1976-77             |
| 5.  | Altay           | 30 | 9  | 12 | 9  | 31 | 32 | -1  | 30  | Copa de los Balcanes 1977           |
| 6.  | Giresunspor     | 30 | 8  | 12 | 10 | 27 | 27 | 0   | 28  |                                     |
| 7.  | Boluspor        | 30 | 9  | 10 | 11 | 34 | 38 | -4  | 28  |                                     |
| 8.  | Adana Demirspor | 30 | 10 | 8  | 12 | 28 | 35 | -7  | 28  |                                     |
| 9.  | Eskişehirspor   | 30 | 8  | 11 | 11 | 29 | 29 | 0   | 27  |                                     |
| 10. | Bursaspor       | 30 | 9  | 9  | 12 | 30 | 33 | -3  | 27  |                                     |
| 11. | Beşiktaş        | 30 | 5  | 17 | 8  | 25 | 32 | -7  | 27  |                                     |
| 12. | Orduspor        | 30 | 7  | 13 | 10 | 20 | 27 | -7  | 27  |                                     |
| 13. | Zonguldakspor   | 30 | 7  | 12 | 11 | 25 | 25 | 0   | 26  |                                     |
| 14. | Göztepe AŞ      | 30 | 7  | 12 | 11 | 31 | 32 | -1  | 26  |                                     |
| 15. | MKE Ankaragücü  | 30 | 8  | 9  | 13 | 33 | 48 | -15 | 25  | Descendido a la 2. Lig              |
| 16. | Balıkesirspor   | 30 | 9  | 7  | 14 | 18 | 39 | -21 | 25  | Descendido a la 2. Lig              |

|                                 |
| Campeón Trabzonspor 1.er título |